# Budweiser Budvar
Budweiser Budvar ili Budějovický Budvar je pivovara u gradu České Budějovice u Češkoj Republici. U Sjedinjenim Američkim Državama, Kanadi, Meksiku, Panami, Brazilu i Peruu, pivo se prodaje pod nazivom Czechvar.
Pivovara ima dugu tradiciju; proizvodnja piva u gradu datira iz 13. stoljeća. Izvorni Budweiser Bier ili Budweiser Bürgerbräu (češ.: Budějovický měšťanský Pivovar), osnovan je 1785. godine. Tvrtka je započela s izvozom u SAD 1871. Godine 1852. američka pivovara "Anheuser-Busch" počela je s proizvodnjom svog "Budweisera", a 1876. godine registrirali taj naziv kao njihov zaštitni znak.
Druga tvrtka (sada nazvan "Budvar") osnovana je 1895. godine u istom gradu, koji je također počeo izvoziti pivo pod imenom Budweiser. Izvoz u SAD doveo je do spota oko uporabe žiga. Nakon pada komunizma, obje lokalne pivovare pokušale su si osigurati prava na tradicionalna imena.